# 야구소녀
《야구소녀》는 2019년 제작된 대한민국의 독립영화이다. 최윤태가 감독과 각본을 맡았으며, 장편 데뷔 영화이다. 2019년 제24회 부산국제영화제에서 '한국영화의 오늘 - 파노라마' 섹션에서 처음 공개되었다.

## 시놉시스
중학교 시절 천재 야구소녀로 불렸던 주수인(이주영), 여전히 고등학교에서도 수준급의 실력을 자랑하지만 예전만은 못하다. 중학교 때만 해도 수인보다 뒤처졌던 이정호(곽동연)는 어느새 훌쩍 커서 팀의 에이스가 되었고 프로 팀의 러브콜을 받고 있다. 하지만 수인은 여기서 야구를 그만두고 싶지 않다. 오히려 여성 야구 선수 최초로 프로 구단에 입단하기 위해 절치부심한다. 새로 부임한 야구부 코치 최진태(이준혁)와 친구 정호가 그녀의 조력자로 나선다.

## 캐스팅
- 이주영: 주수인 역
- 이준혁: 최진태 역
- 염혜란: 신해숙 역
- 송영규: 주귀남 역
- 박연수: 주수영 역
- 곽동연: 이정호 역
- 주해은: 한방글 역
- 김종수: 박감독 역
- 이채은: 김선생 역
- 유재명 : 김단장 역

## 영화정보
- 2019년 제24회 부산국제영화제 '한국영화의 오늘- 파노라마' 섹션에서 월드 프리미어로 상영되었다.[4]
- 2019년 11월 서울독립영화제2019 본선경쟁부문(장편) 상영작이다.[5]
- 2020년 10월 17일 KBS 독립영화관 시간에 방송되었다.[6]

## 제작
최윤태 감독은 아내와의 대화에서 영화의 영감을 얻었다. 2017년 7월경 운전 중에, 야구하는 초등학교 여학생에 대한 인터뷰를 본 아내가 '여성은 어차피 프로야구에 못 나가는데 열심히 하는 것이 안타깝다'고 말하자 감독은 여자도 프로야구에 나갈 수 있다고 답했고, 이에 아내가 놀라는 것을 보고 여자 야구 선수에 관한 영화를 만들자고 결심했다.
영화의 아이디어 중 대부분은 덕수고등학교 야구부 출신의 여자 야구선수 안향미에게서 나왔다. 안향미 선수는 영화 속에서 주인공 주수인을 소개하는 대사 '20년 만의 여자 야구선수 탄생'에서 간접적으로 언급된다.

## 같이 보기
- 2020년 대한민국의 영화 목록

## 수상
- 2019년 제24회 부산국제영화제 한국영화의 오늘 - 파노라마
- 2019년 제45회 서울독립영화제 수상 독립스타상 - 배우부문 (이주영)
- 2020년 제29회 부일영화상 각본상, 여우주연상
- 2020년 제15회 시네 바캉스 서울 상영작
- 2020년 제5회 울주세계산악영화제 코리안 웨이브